# Chaguanas
Thành phố Chaguanas là thành phố (borough) lớn nhất (theo điều tra dân số năm 2011 là 83.516 người) và tăng trưởng nhanh nhất ở Trinidad và Tobago. Nằm ở miền trung của Trinidad, khoảng 18 km về phía nam của Port of Spain, Chaguanas phát triển dần lên do nó ở gần nhà máy mía đường Woodford Lodge. Nó vẫn là một thị xã nhỏ cho đến thập niên 1980 khi nó bắt đầu tăng trưởng nhanh chóng. Dù ban đầu nó chỉ thu hút dân mua bán hàng rẻ và nhà giá phải chăng, sự tăng trưởng của thị xã đã khiến bất động sản tăng nhanh chóng.
Chaguanas trở thành một thành phố năm 1990; trước thời điểm này, nó là một phần của quận Caroni. Thị trưởng hiện nay là Surujrattan Rambachan và Hội đồng thành phố đa số là đảng viên của đảng Hội nghị Quốc dân Thống nhất (United National Congress).